# 부에노스아이레스 지하철 B선
숩테 B선(La línea B del subte de Buenos Aires)은 "붉은색" 노선으로 1930년 10월 17일 개통되었다.

## 개요
전체 길이 10.15km로 레안드로 L 알렘에서 로스 잉카스 / 파르케 차스까지를 연결한다. 2003년 중반에 연장 공사가 이루어졌다. 최근에는 현지인들이 가장 많이 이용하는 노선으로 사랑받고 있다. 이러한 것은 비야 우르키사 잉카스 상업 중심지에 터널이 개통된 이후로 더욱 두드러졌다. B선은 부에노스 아이레스에서 회전문과 에스컬레이터가 설치된 최초의 노선이다. 또한 이 노선은 다른 노선들과는 달리 전동식 삼중 레일을 사용하는 유일한 노선이기도 하다. 궤간은 1959년 설치된 미쯔비시의 1,435mm이다. 종점 간 소요 시간은 25분에 달한다.
레아도로 알렘 역의 공사 시에는 제 4기 매머드 유적이 발굴되어 라플라타 자연 과학 박물관에 보내지기도 했다.

## 지하철 역
- 레안드로 N. 알렘  숩테 E선
- 플로리다
- 카를로스 펠레그리니  숩테 D선  숩테 C선
- 우르과이
- 카야오
- 파스퇴르
- 푸에이레돈  숩테 H선
- 카를로스 가르델
- 메드라노
- 안젤 가야르도
- 말라비아
- 도레고
- 페데리코 라크로제
- 트로나도르
- 로스 잉카스